# Babahoyo
Babahoyo és una ciutat equatoriana, capital del cantó Babahoyo i de la província de Los Ríos. Està situada en la parròquia urbana de Barreiros a prop de la desembocadura del riu Babahoyo en el riu Guayas. És un centre de producció, transformació i distribució agrícola i miner. Disposa d'un important port fluvial. Des del punt de vista demogràfic és la segona ciutat de la província, després de Quevedo, tenint una població d'uns 90.191 habitants.